# Stefanie Hertel

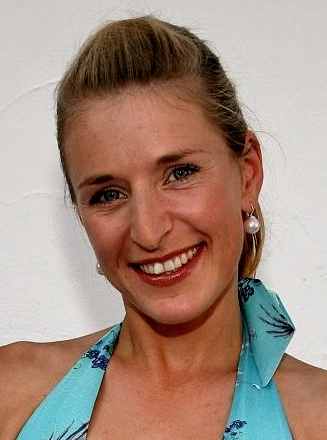
Stefanie Hertel (2008)

Stefanie Hertel (* 25. Juli 1979 in Oelsnitz/Vogtl.) ist eine deutsche Sängerin des volkstümlichen Schlagers, Fernsehmoderatorin und Musicaldarstellerin. Sie wurde mit dem Titel Über jedes Bacherl geht a Brückerl durch den Sieg beim Grand Prix der Volksmusik 1992 bekannt. 

## Karriere

### Frühe Jahre und Durchbruch
Stefanie Hertel wuchs als Tochter des Volksmusikers Eberhard Hertel (1938–2024) und der Hausfrau Elisabeth (1950–2017) mit drei älteren Geschwistern, einer Schwester und zwei Brüdern, in Oelsnitz-Lauterbach im Vogtland auf. Sie stand bereits im Alter von vier Jahren mit ihrem Vater Eberhard Hertel in Falkenstein erstmals auf der Bühne. Mit sechs Jahren hatte sie mit dem Teddybärjodler ihren ersten Fernsehauftritt in der Sendung Oberhofer Bauernmarkt im Fernsehen der DDR. Nach ihrem Auftritt bei Carolin Reiber in der Sendung Volkstümliche Hitparade 1990 nahm der Medienmanager Hans R. Beierlein Hertel unter Vertrag. Bei der Vorentscheidung des Grand Prix der Volksmusik in Hof kam es zum ersten Treffen zwischen Hertel und Stefan Mross, der ebenfalls bei Beierlein unter Vertrag stand. Viele ihrer Texte zu dieser Zeit wurden von Irma Holder geschrieben.
Beim Finale des Grand Prix der Volksmusik 1991 belegte sie den fünften Platz mit dem Titel So a Stückerl heile Welt. Der musikalische Durchbruch gelang ihr im Folgejahr, wo sie den Grand Prix der Volksmusik 1992 mit dem Titel Über jedes Bacherl geht a Brückerl gewann. Im September 1992 wurde sie von RTL mit der „Krone der Volksmusik“ als „Erfolgreichste Nachwuchssängerin“ ausgezeichnet.
1994 nahmen Hertel und Mross mit Weihnachten mit Dir ihr erstes gemeinsames Weihnachtsalbum auf. 1995 nahm sie mit Mross zum dritten Mal am Grand Prix der Volksmusik 1995 teil. Mit Ein Lied für jeden Sonnenstrahl erreichten sie den zweiten Platz. Seither traten beide oft zusammen, aber auch weiterhin als Solisten auf. 1996 brachte Hertels Vater die gemeinsame Single Kleine Fische werden groß, eine Coverversion von Vader Abrahams Als je weggaat, heraus, in dem er die frühe Liebe seiner Tochter und deren befürchteten Weggang vom elterlichen Haus besingt. Im Oktober 1996 kam Hertels Studioalbum Hast Du Zeit für ein paar Träume? heraus, das sich auf Platz 57 in den Deutschen Albumcharts platzierte und fünf Wochen dort in den Charts hielt. Mit dem auf dem Album enthaltenen Titel Noch dreimal wird der Kirschbaum blüh’n trat sie in den Folgejahren in zahlreichen Musikshows auf. 1997 widmete die ARD Hertel zu ihrem 18. Geburtstag ein TV-Special mit dem Titel Lieder zum Verlieben aus dem Europapark Rust.

### 2000er Jahre
Im Oktober 2000 veröffentlichte Hertel ihr Album Liebe geht im Herzen los bei dem Musiklabel Montana. Im Februar 2002 brachte sie das Album Tausendmal stärker heraus, das sich in den deutschen Albumcharts für zwei Wochen auf Platz 61 und in den Ö3 Austria Top 40 vier Wochen auf Platz 50 platzierte. Unter dem Produktionsteam von Jean Frankfurter und Irma Holder, mit dem Hertel schon für Über jedes Bacherl geht a Brückerl zusammengearbeitet hatte, entstand das 2002 erschienene Lied Wolkenlos und das 2004 erschienene Studioalbum Totale Gefühle, auf dem sie mit Ich tu es immer wieder mit dir und Und morgen geht’s weiter zwei Duette mit Mross einsang. In Deutschland erreichte das Album Platz 61 der Charts.
2006 kam ihr Album Liebe hat tausend Gesichter heraus. Im Februar 2008 erschien Stärker als die Freiheit, das Platz 90 in den deutschen Albumcharts belegte. Im selben Jahr startete Hertel anlässlich ihres 25-jährigen Bühnenjubiläums mit Mross eine Deutschlandtournee.

### 2010er Jahre

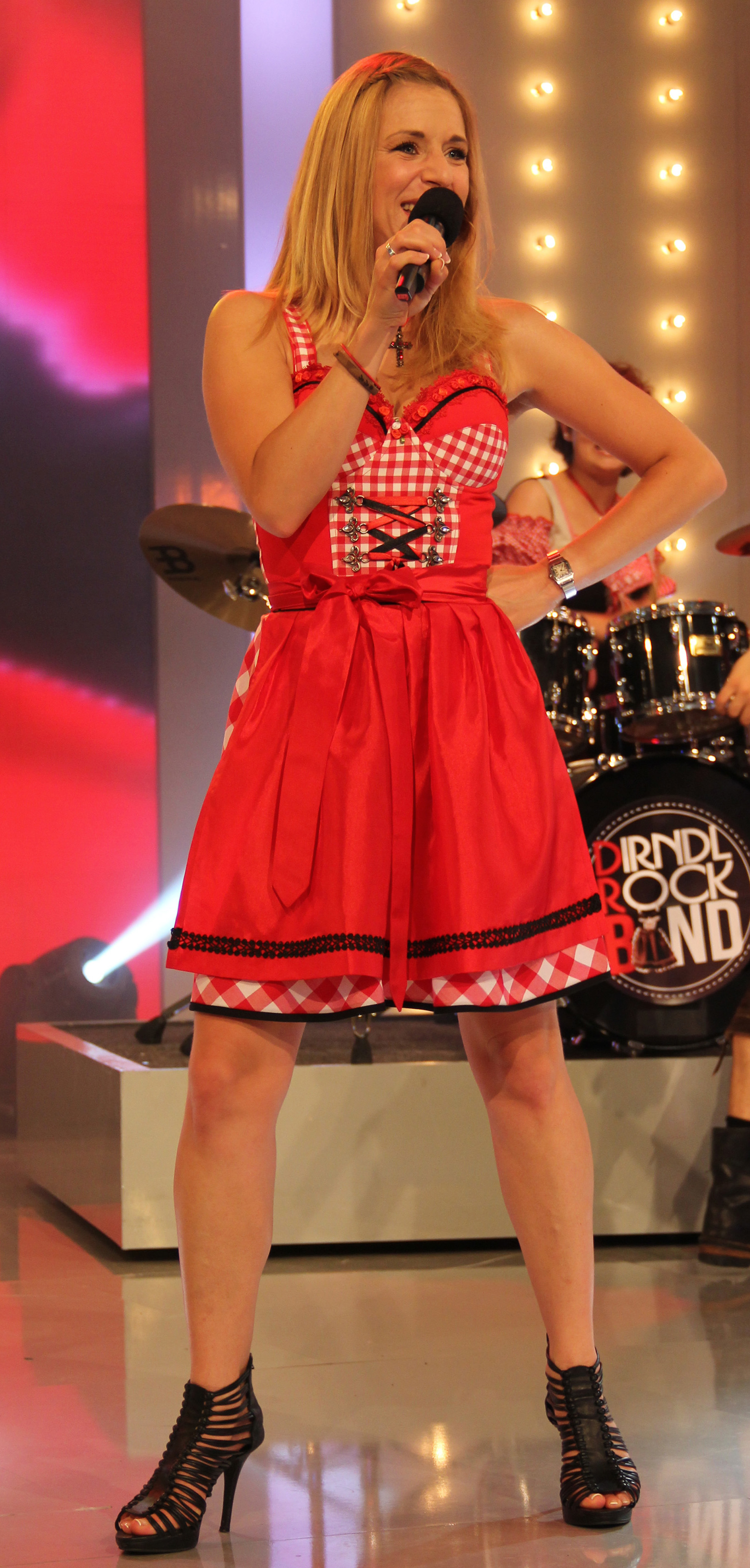
Stefanie Hertel (2013)

2010 brachte Hertel nach fast zehn Jahren bei der Plattenfirma Koch Universal mit Das fühlt sich gut an ihr erstes Studioalbum bei ihrer neuen Plattenfirma Sony Music Ariola heraus. 2012 nahm sie zusammen mit dem Profi-Tänzer Sergiy Plyuta an der RTL-Tanzshow Let’s Dance teil und erreichte das Halbfinale. Im Oktober 2012 gab sie Konzerte mit ihrer Band „Wolkenlos“. 2013 gründete sie mit fünf Musikerinnen die Live-Band DirndlRockBand, mit der sie in den D-A-CH-Ländern auftritt. Im März 2013 stellte sie ihre Dirndlkollektion „Dirndlrock“ vor. Im selben Jahr präsentierte sie ihr Studioalbum Moment Mal!, für das sie erstmals vier Lieder selbst geschrieben hatte, und ging im Oktober anlässlich ihres 30-jährigen Bühnenjubiläums auf Tournee durch Ostdeutschland. Von November bis Dezember 2013 stand sie als Engel der Weihnacht in einer der Hauptrollen für das Musical Vom Geist der Weihnacht, das auf Charles Dickens’ Weihnachtsgeschichte basiert, im Capitol Theater Düsseldorf auf der Bühne. 2017 spielte sie diese Rolle erneut am Theater Nordhausen an der Seite ihres Vaters und ihrer Tochter.
2015 sang Hertel bei der Landesgartenschau Oelsnitz/Erzgebirge. 2016 brachte sie das Album Mein Vogtland – mei Haamet mit vogtländischen Liedern heraus und drehte dazu mit dem MDR eine 90-minütige Sendung im Rahmen Hertels eigener Fernsehsendung Stefanie Hertel. Im Oktober 2016 veröffentlichte sie als Hertel + Hofmann mit Anita & Alexandra Hofmann das Album Männerversteher, bei dem sie neun Lieder zusammen mit den Hofmann-Schwestern singt und sechs Lieder alleine interpretiert. Im Juli 2017 erschien mit Freunde fürs Leben ein Album, auf dem sie zusammen mit Musikerkollegen – teilweise mit den Originalinterpreten – Lieder neu interpretiert. Sie sang unter anderem Kleine Taschenlampe brenn’ mit Markus, Sag ihr auch mit Gerd Christian, Himbeereis zum Frühstück mit Ross Antony und Calm After the Storm mit ihrem Mann Lanny Lanner. Im November 2017 nahm sie an Xaviers Wunschkonzert Live teil, wo sie u. a. mit Xavier Naidoo den Titel Hold Me Now von Johnny Logan sang.

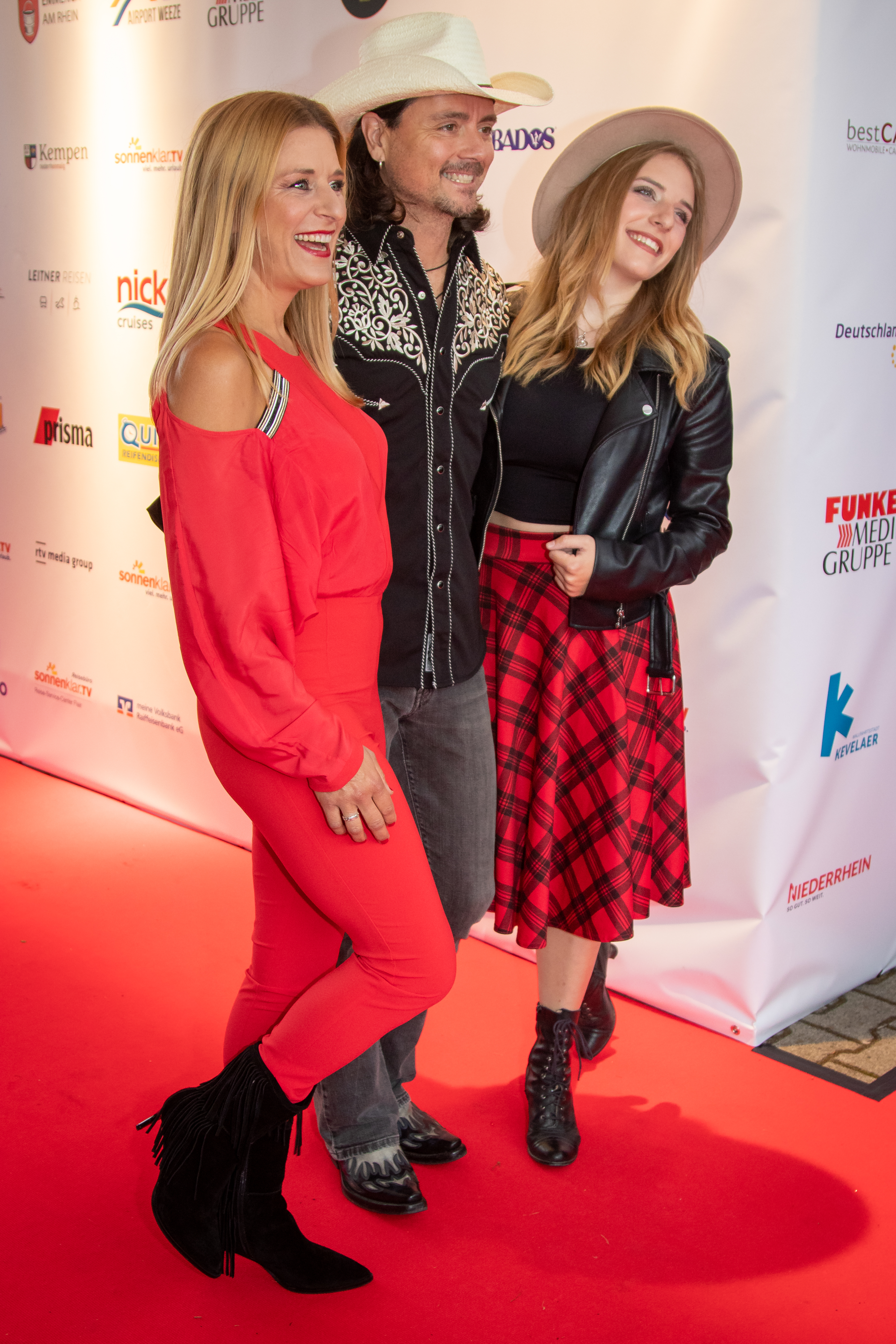
More than Words (2021)

2018 gründete sie mit ihrem Mann Leopold Lanner und ihrer Tochter Johanna Mross die Country-Band More than Words. Im März desselben Jahres erschien im Heyne Verlag ihre Autobiografie Über jeden Bach führt eine Brücke: Geschichten aus meinem Leben. Als Auskopplung aus ihrem Studioalbum Kopf hoch, Krone auf und weiter veröffentlichte sie im September 2018 die gleichnamige Single, bei der sie den Tod ihrer 2017 verstorbenen Mutter thematisiert. Im Januar 2019 kam mit Que Sera (das Leben hält nie an) die zweite Singleauskopplung des Albums auf den Markt.
Im Sommer 2019 nahm Hertel als Panther verkleidet an der ersten Staffel der ProSieben-Sendung The Masked Singer teil. Sie belegte den sechsten Platz von zehn Teilnehmern. Im September 2019 veröffentlichte sie mit ihrer Band More than Words die erste Singleauskopplung Home; im November folgte mit dem Cover-Weihnachtssong Driving Home for Christmas die zweite Single.

### 2020er Jahre
Im Mai 2020 veröffentlichte Hertel mit ihrer Band More than Words das Debütalbum Home. Im November 2020 siegte sie in der ProSieben-Show Schlag den Star über Cathy Hummels. Im November 2021 interpretierte sie gemeinsam mit ihrem Mann den Song U Make Me Wanna von Blue und die Schlager Wohin gehst du? und Und wer küßt mich von Roland Kaiser neu. Im Juli 2022 folgte mit Today das zweite Studioalbum von More than Words. Im selben Jahr ging sie mit Avanti, Avanti, einem satirischen Lustspiel mit Musik, angelehnt an den gleichnamigen Film von Billy Wilder, auf Tournee.
Von April bis Ende Mai 2023 stand Hertel in Hamburg in der Rolle der Tanja im Musical Mamma Mia! auf der Bühne. Seit November 2023 schlüpft sie wieder in die Rolle der Tanja. Anfang 2024 erschien ihr Buch Die Wunderwelt der Kräuter, in dem sie ihr über viele Jahre gewachsenes Wissen über deren heilende Wirkung zusammenfasst. 2024 spielte sie eine der Jünger in der RTL-Live-Show Die Passion. Im April 2024 startete die Musical-Komödie Ganz Paris träumt von der Liebe, in der Hertel auftritt und an deren Produktion sie mitbeteiligt war. Im Juli 2024 veröffentlichte Hertel anlässlich ihres 40. Bühnenjubiläums den Titel Guter Mond, die Lead-Single zum angekündigten Jubiläumsalbum, den sie bei der ARD-Sendung Immer wieder sonntags erstmals interpretierte.

### Moderatorentätigkeit

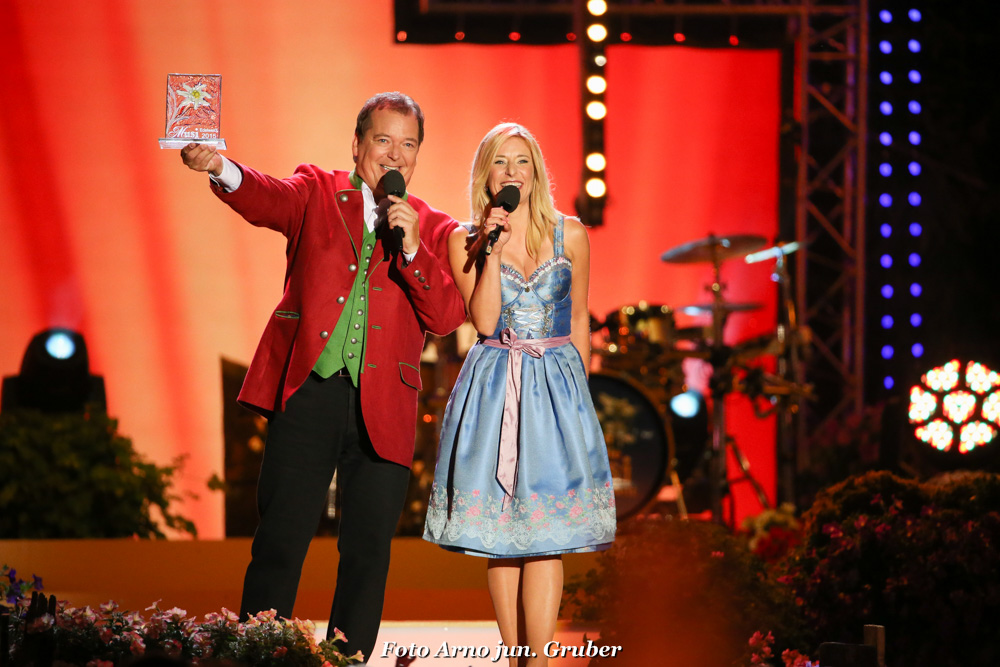
Stefanie Hertel mit Arnulf Prasch (2015)

2011 moderierte sie die beim Hessischen Rundfunk produzierte Sendung Stars hautnah, die in Seefeld (Tirol) gedreht wurde. Seit 2012 moderiert sie alljährlich Die große Show der Weihnachtslieder im Mitteldeutschen Rundfunk (MDR). Sie wurde 2014 zur festen MDR-Moderatorin mit eigenen Samstagabendshows, die ihren Namen tragen (Stefanie Hertel – Die große Show der Stars / ... zum Muttertag / ... der Weihnachtslieder). Seit 2013 moderiert Hertel gemeinsam mit Arnulf Prasch (seit 2023 mit Marco Ventre) die Winter- und Sommer-Open-Airs von Wenn die Musi spielt. Seit 2021 moderiert sie gemeinsam mit Karl Ploberger alljährlich Die Gartenparty der Stars im MDR Fernsehen.
2017 spielte Hertel sich selbst als Moderatorin der Sendung So feiern die Stars in Olli Dittrichs TV-Parodie mit dem Titel Trixie Wonderland – Weihnachten mit Trixie Dörfel. Im Dezember 2018 nahm sie an einer von Lars Eidinger für das NDR Fernsehen inszenierten Folge der Doku-Talkshow Die Geschichte eines Abends teil (Buch und Regie: Grimme-Preisträgerin Pia Lenz).

## Privates
1991 lernten sich Stefanie Hertel und der Trompeter Stefan Mross beim Grand Prix der Volksmusik 1991 kennen; 1994 wurde ihre Beziehung öffentlich. Im Oktober 2001 kam ihre gemeinsame Tochter Johanna Mross zur Welt. Im September 2006 heiratete das Paar standesamtlich in Florida und im November kirchlich in Hafling in Südtirol. Im September 2011 gaben Hertel und Mross ihre Trennung bekannt; 2012 wurde die Ehe geschieden.
Im April 2014 heiratete Hertel den österreichischen Rockmusiker und Gitarristen Leopold Lanner, mit dem sie seit 2011 liiert ist. Seit 1997 lebt Hertel im Chiemgau in Oberbayern.

## Soziales und politisches Engagement
- Sie unterstützt die gemeinnützigen Organisationen Karo e. V. Plauen, Sozialfonds Uganda und Reiten für behinderte Kinder Traunstein e. V. 2016 gründete sie den Verein Stefanie Hertel hilft e. V., über den sie gemeinnützige Organisationen unterstützt. Am 3. April 2025 erhielt sie für ihren Verein die Auszeichnung mit der Bayerischen Staatsmedaille für soziale Verdienste aus den Händen von Staatsministerin Ulrike Scharf
- Im November 2020 nahm sie neben anderen Prominenten an der (im Februar 2021 ausgestrahlten) Sendung Showtime of my Life – Stars gegen Krebs des Senders VOX teil und zog sich dabei aus, um auf die Dringlichkeit der Krebsvorsorge aufmerksam zu machen.[40]
- Im März 2022 gab sie im Oberkotzauer Fernweh-Park mit More Than Words, bestehend aus ihr, ihrem Mann und Tochter Johanna, ein Benefiz-Konzert für die Ukraine-Hilfe.[41]

## Diskografie

### Solokarriere
Studioalben

| Jahr | Titel Musiklabel                             | Höchstplatzierung, Gesamtwochen, AuszeichnungChartplatzierungen (Jahr, Titel, Musiklabel, Platzierungen, Wochen, Auszeichnungen, Anmerkungen) | Höchstplatzierung, Gesamtwochen, AuszeichnungChartplatzierungen (Jahr, Titel, Musiklabel, Platzierungen, Wochen, Auszeichnungen, Anmerkungen) | Höchstplatzierung, Gesamtwochen, AuszeichnungChartplatzierungen (Jahr, Titel, Musiklabel, Platzierungen, Wochen, Auszeichnungen, Anmerkungen) | Anmerkungen                                                 |
| Jahr | Titel Musiklabel                             | DE | AT | CH | Anmerkungen                                                 |
| ---- | -------------------------------------------- | --- | --- | --- | ----------------------------------------------------------- |
| 1991 | So a Stückerl heile Welt EastWest            | — | — | — | Erstveröffentlichung: 1991                                  |
| 1992 | Über jedes Bacherl geht a Brückerl Montana   | DE78 (8 Wo.)DE | — | — | Erstveröffentlichung: 26. Juni 1992                         |
| 1993 | Tausend kleine Himmel Montana                | DE81 (6 Wo.)DE | — | — | Erstveröffentlichung: 25. Mai 1993                          |
| 1994 | Freche blaue Augen EastWest                  | — | — | — | Erstveröffentlichung: 1994                                  |
| 1995 | Ein Lied für jeden Sonnenstrahl EastWest     | DE66 (9 Wo.)DE | — | — | Erstveröffentlichung: 5. Mai 1995                           |
| 1996 | Heimatlieder zum Verlieben Montana           | — | — | — | Erstveröffentlichung: 23. Februar 1996                      |
| 1996 | Hast Du Zeit für ein paar Träume? EastWest   | DE57 (5 Wo.)DE | — | — | Erstveröffentlichung: 15. Oktober 1996                      |
| 1997 | Lieder zum Verlieben Montana                 | DE61 (3 Wo.)DE | — | — | Kompilation Erstveröffentlichung: 1997                      |
| 1998 | Es ist gut, daß es Freunde gibt Montana      | DE36 (2 Wo.)DE | — | — | Erstveröffentlichung: 17. August 1998                       |
| 2000 | Liebe geht im Herzen los Montana             | — | — | — | Erstveröffentlichung: 9. Oktober 2000                       |
| 2002 | Tausendmal stärker Montana                   | DE61 (2 Wo.)DE | AT50 (4 Wo.)AT | — | Erstveröffentlichung: 15. Februar 2002                      |
| 2004 | Totale Gefühle Koch (Universal)              | DE61 (1 Wo.)DE | — | — | Erstveröffentlichung: 23. August 2004                       |
| 2006 | Liebe hat tausend Gesichter Koch (Universal) | — | — | — | Erstveröffentlichung: 15. September 2006                    |
| 2008 | Stärker als die Freiheit Koch (Universal)    | DE90 (1 Wo.)DE | — | — | Erstveröffentlichung: 8. Februar 2008                       |
| 2010 | Das fühlt sich gut an Ariola                 | DE91 (1 Wo.)DE | — | — | Erstveröffentlichung: 19. März 2010                         |
| 2013 | Moment mal! Telamo                           | — | — | — | Erstveröffentlichung: 15. Februar 2013                      |
| 2016 | Mein Vogtland – mei Haamet Telamo            | DE99 (1 Wo.)DE | — | — | Erstveröffentlichung: 15. April 2016                        |
| 2016 | Männerversteher DA                           | — | — | — | Erstveröffentlichung: 21. Oktober 2016 als Hertel + Hofmann |
| 2017 | Freunde fürs Leben Telamo                    | — | — | — | Erstveröffentlichung: 21. Juli 2017                         |
| 2018 | Kopf hoch, Krone auf und weiter Telamo       | — | — | — | Erstveröffentlichung: 19. Oktober 2018                      |

### Mit More than Words
Studioalben
- 2020: Home
- 2022: Today

Singles
- 2019: Home
- 2019: Driving Home for Christmas (Original: Chris Rea)
- 2020: Christmas Time for Everyone
- 2021: Help! (Original: The Beatles)
- 2021: I Can do Better than You
- 2021: Forever I do
- 2022: Weʼre Gonna get There
- 2022: Youʼve Got a Friend in Me
- 2022: Living in a Dream
- 2022: Lonely with You
- 2023: Smile
- 2023: Mamma Mia (Original: ABBA)
- 2024: Here's to the good Times

## Auszeichnungen
- 1991: Musikantenkaiser mit Papa Eberhard
- 1991, 1996: Superhitparade der Volksmusik:
- 1991, 1992, 1994, 1996: Volkstümliche Hitparade im ZDF
- 1991, 2003: Herbert-Roth-Preis
- 1991: Edelweiß
- 1992: Grand Prix der Volksmusik
- 1995, 1999: Die goldene Eins
- 1995, 2000 und 2002: Goldene Henne
- 1997, 1998 und 2005: Goldene Stimmgabel
- 1992 (RTL), 1998, 1999, 2000, 2001 und 2005: Krone der Volksmusik
- 2003: Bild-Osgar
- 2007: Franz-von-Assisi-Medaille
- 2014, 2015: Starbiathlon
- 2009: Mein Star des Jahres (Auszeichnung von Bauer Media in Hamburg)
- 2017: smago! Award
- 2017: TiBu (Tierschutzpreis des Dt. Tierschutzbundes)
- 2025: Bayerische Staatsmedaille für soziale Verdienste[42]